# Piercia lypra
Piercia lypra là một loài bướm đêm trong họ Geometridae.